# ساری‌یارقان
ساری‌یارقان یکی از روستاهای استان آذربایجان شرقی است که در دهستان گویجه بل بخش مرکزی شهرستان اهر واقع شده‌است.این روستا ۱۵۵ نفر جمعیت دارد.